# 사타케 요시쓰마
사타케 요시쓰마(일본어: 佐竹義諶, 1837년 2월 9일 ~ 1870년 5월 16일)는 일본 에도 시대의 다이묘로, 아키타 신덴 번의 8대 번주이다. 소마 나카무라번주 소마 마스타네의 넷째 아들이다. 통칭은 아즈마나오고로(東直五郎), 모토메(求馬)이며, 관위는 종4위하, 이키노카미, 하리마노카미이다.
사타케 가문의 기록에 의하면, 요시쓰마는 처음에는 소마 나카무라번사인 오카다 도모타네의 양자가 되어 오카다 야스타네(岡田泰胤)라 이름하였다고 한다. 하지만 소마 가문의 기록에 의하면, 요시쓰마는 소마 나카무라번사 구마가와 나가모토의 양자가 되어 구마가와 나가아키(熊川長顕)라 이름하였고, 오카다 야스타네는 소마 마스타네의 다섯째 아들이라고 한다.
안세이 4년(1857년) 9월 16일, 아키타 신덴 번주였던 형 사타케 요시자네가 구보타 번의 번주가 되었기 때문에, 요시자네의 양자가 되어 아키타 신덴 번을 계승하였다. 아키타 신덴 번 가문은 그동안 특정한 영지를 갖고 있지 않고, 에도의 번저에서 지내고 있었는데, 게이오 4년(1868년) 3월, 쓰바키다이에 진야를 세워 자리를 잡게 되었다. 보신 전쟁에서는 신정부군으로서 쇼나이번과 싸워 전공을 올렸고 이로 인해 상을 받았다. 메이지 2년(1869년) 5월 25일, 양자인 사타케 요시사토에게 가문을 계승하게 하고 은거하였다. 이듬해 34세의 나이로 사망했다.
자식으로는 장남 요시나오 등 3남 1녀가 있고, 양자 요시사토가 있다.
| 전임 사타케 요시자네 | 제8대 아키타 신덴 번 번주 1857년 ~ 1869년 | 후임 사타케 요시사토 |